# ريتشل مانلي
ريتشل مانلي (بالإنجليزية: Rachel Manley) هي كاتبة مذكرات ومؤرخة جامايكية، ولدت في 3 يوليو 1947.